# Keith Falle
Keith Falle (* 6. September 1952 auf Jersey) ist ein ehemaliger britisch-neuseeländischer Kugelstoßer.
Beim Leichtathletik-Weltcup 1977 wurde er für Ozeanien startend Siebter.
1978 kam er bei den Commonwealth Games in Edmonton für Jersey startend auf den elften Platz.
1975 und 1976 wurde er Neuseeländischer Meister. Seine persönliche Bestleistung von 17,56 m stellte er am 1. November 1975 in Hamilton auf.